# Castrocid
Castrocid (Castrocit en catalán ribagorzano) es un despoblado español del municipio de Beranuy, comarca de la Ribagorza, Huesca, Aragón.

## Geografía

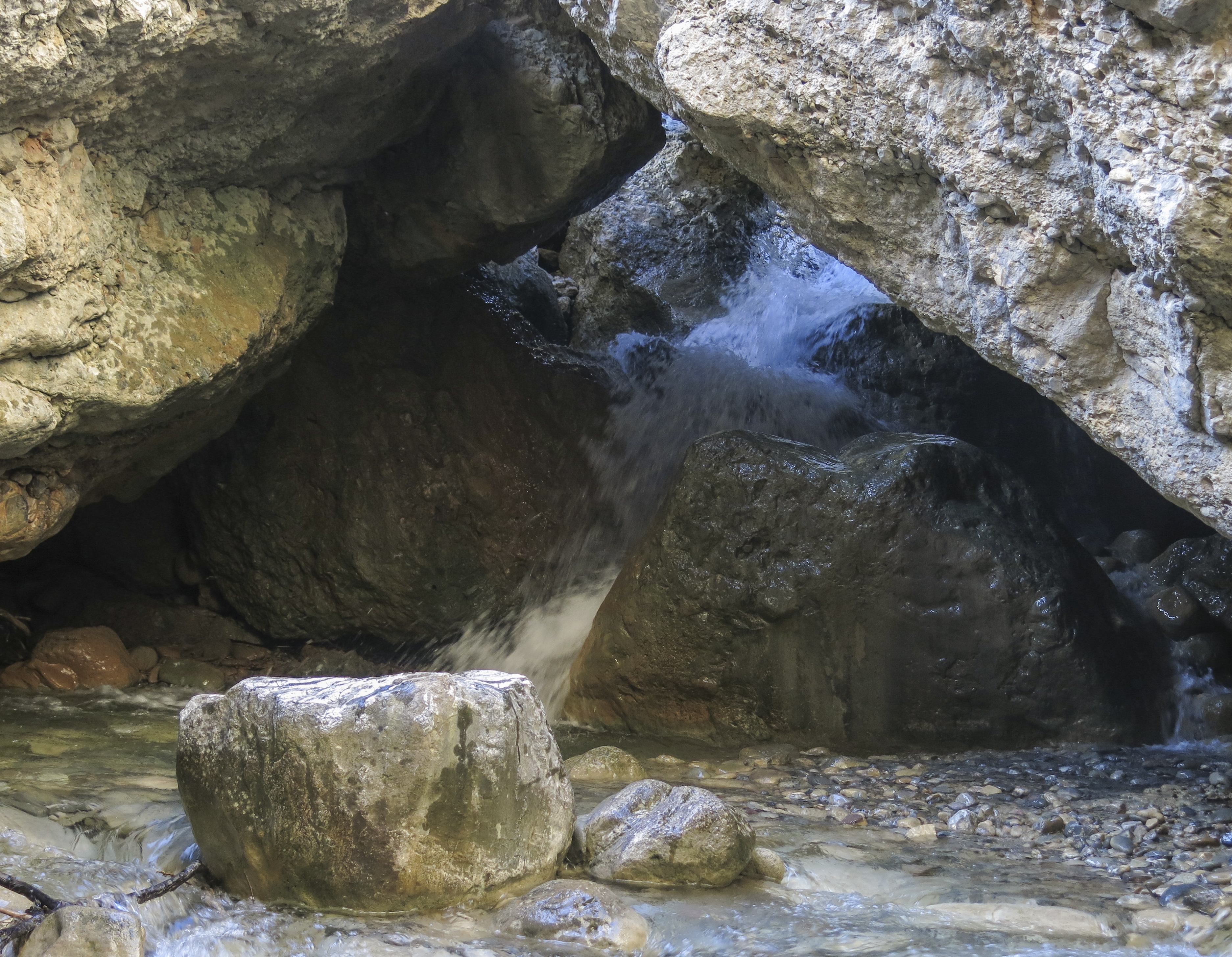
Barranco de Castrocid

Se encuentra en la región del valle de Isábena.

## Historia
Es mencionada por primera vez en el año 990 cuando doña Garsindis dio sus derechos de la parroquia de Castrocid al monasterio de Obarraaunque también estuvo ligada a civil y eclesiásticamente a Morens y Calvera. En 1543 tenía 4 fuegosy en el siglo XX llegó a contar con seis casas habitadas.

## Patrimonio

### Iglesia de San Cristóbal
La iglesia es una construcción del s. XII de estilo románico. De una nave con capilla lateral, cabecera semicircular. En su interior presenta una cubierta con bóveda de cañón. Cuenta con un cementerio al suroeste. Las capillas fueron construidas en el siglo XvII. La capilla sur tiene una embocadura con arco de medio punto, se cerró con una puerta para así cumplir las funciones de sacristía. Existió otra capilla en la parte norte.

### Ermita de Santa María
También es conocida como la Ermita de la Cuadra. En principio parece que fue concebida como una basiclica de tres naves y tres ábsides pero sólo se llegó a terminar la primera nave con su ábside.